# August von Fürth
August Freiherr von Brewer, genannt von Fürth (* 22. Juli 1812 in Aachen; † 1. August 1846 in München) war ein deutscher Rechtshistoriker.

## Leben und wirken
August von Fürth war der Sohn des Aachener Appellationsgerichtsrates Bernhard Chrysart von Fürth (1782–1849), einem Enkel des Aachener Bürgermeisters Franz von Fürth, welcher 1773 mit der Nennung Freiherr von Brewer, genannt von Fürth in den Reichsfreiherrenstand erhoben worden war. Sein Onkel war der Landrat Joseph von Fürth und sein Bruder der Jurist Hermann Ariovist von Fürth.
August von Fürth studierte ab 1829 an der Universität Heidelberg und promovierte über die Quaestiones Lucilianae. Später ging er nach München, wo er aber mit erst 34 Jahren verstarb.
Zu seinen bedeutendsten Werken zählt eine Abhandlung über das Statutenrecht der Ministerialen. Nach seinem Tod vermachte er seine Privatbibliothek der Stadtbibliothek Aachen.

## Werke
- Die Ministerialen, Köln 1836 (Digitalisat; Nachdruck: Frankfurt am Main 1970)